# Ahmed al-Charaa
Ahmed al-Charaa (ou al-Chareh, en arabe : أحمد الشرع), également connu par son nom de guerre d'Abou Mohammed al-Joulani (en arabe : أبو محمد الجولاني), né le 29 juillet 1982 à Riyad, en Arabie saoudite, est un homme d'État, ancien commandant djihadiste et rebelle syrien. Il est le fondateur et le chef du Front al-Nosra, puis de Hayat Tahrir al-Cham, et le président de la République arabe syrienne à titre transitoire depuis le 29 janvier 2025.
En 2003, au commencement de la guerre d'Irak, il quitte la Syrie pour rallier Al-Qaïda en Irak, puis l'État islamique d'Irak. Arrêté par les Américains, il est emprisonné plusieurs années à Abou Ghraib et Camp Bucca.
En 2011, au début de la guerre civile syrienne, il regagne son pays sur ordre d'Abou Bakr al-Baghdadi afin d'y étendre le djihad. En 2012, il fonde le Front al-Nosra, qui s'allie aux rebelles et participe activement aux combats contre le régime de Bachar el-Assad. Cependant l'unité entre les groupes djihadistes se fissure en 2013, lorsqu'Al-Baghdadi annonce la fusion sous son autorité de l'État islamique d'Irak et du Front al-Nosra afin de former l'État islamique en Irak et au Levant. Joulani refuse la fusion et prête directement allégeance à Ayman al-Zawahiri, le chef d'Al-Qaïda. En 2014, les tensions entre le Front al-Nosra et l'État islamique en Irak et au Levant dégénèrent en guerre ouverte.
En 2016, Joulani rompt également avec Al-Qaïda et forme en 2017 une nouvelle organisation, Hayat Tahrir al-Cham (HTC). À la suite d'affrontements avec d'autres groupes rebelles, HTC devient la force dominante dans le gouvernorat d'Idlib et forme un « gouvernement de salut syrien » chargé d'administrer les territoires sous son contrôle. Pendant cette période, Joulani s'éloigne du djihadisme et réprime les partisans d'Al-Qaïda et de l'État islamique. Tout en administrant sa région de manière autoritaire et conservatrice, il n'impose pas une application rigoriste de la charia et accorde une relative liberté de culte aux chrétiens et aux druzes, afin de se concilier les populations locales et la communauté internationale.
En novembre 2024, Joulani lance une offensive depuis la région d'Idlib qui entraîne l'effondrement de l'armée syrienne et la chute du régime de Bachar el-Assad en seulement douze jours. Il devient dès lors l'homme fort du pays, étant à la tête du commandement général, ainsi que de l'Administration des opérations militaires.
Le 29 janvier 2025, le porte-parole de l'Administration des opérations militaires, Hassan Abdel Ghani, annonce sa nomination comme président de la République arabe syrienne pour la période de transition.

## Biographie

### Jeunesse
Ahmed Hussein al-Charaa naît à Riyad en 1982, officiellement le 29 juillet 1982, même s'il affirme qu'il serait en fait né le 29 octobre. Son père, économiste de formation, acquis aux idéaux de la gauche nationaliste arabe, travaille alors comme ingénieur au ministère du pétrole saoudien,. Sa famille, originaire du plateau du Golan, s'était auparavant établie à Damas après avoir fui l'occupation israélienne pendant la guerre des Six Jours. La généalogie d'Ahmed et son père, Hussein, remonte à un ancêtre nommé « Taleb », qui aurait participé à la résistance contre le mandat français de Syrie et est issue du clan Salamat de la tribu Anizah.
Ahmed al-Charaa passe ses sept premières années en Arabie saoudite, jusqu'à ce que sa famille retourne s'établir à Damas. Il grandit ensuite à Mezzeh, un quartier huppé de Damas,, et entame des études de médecine qu'il n'achève pas,, puis des études dans la communication ainsi que d'arabe littéraire à l'université de Damas.
Durant ses études, il vit une relation avec une jeune fille alaouite, mais la relation n'aboutit pas du fait de l'opposition des deux familles au mariage. Cette expérience va le sensibiliser aux implications du sectarisme dans les divisions de la société. Fréquentant une mosquée chaféite, il devient pratiquant à dix-sept ans.

### Guerre d'Irak

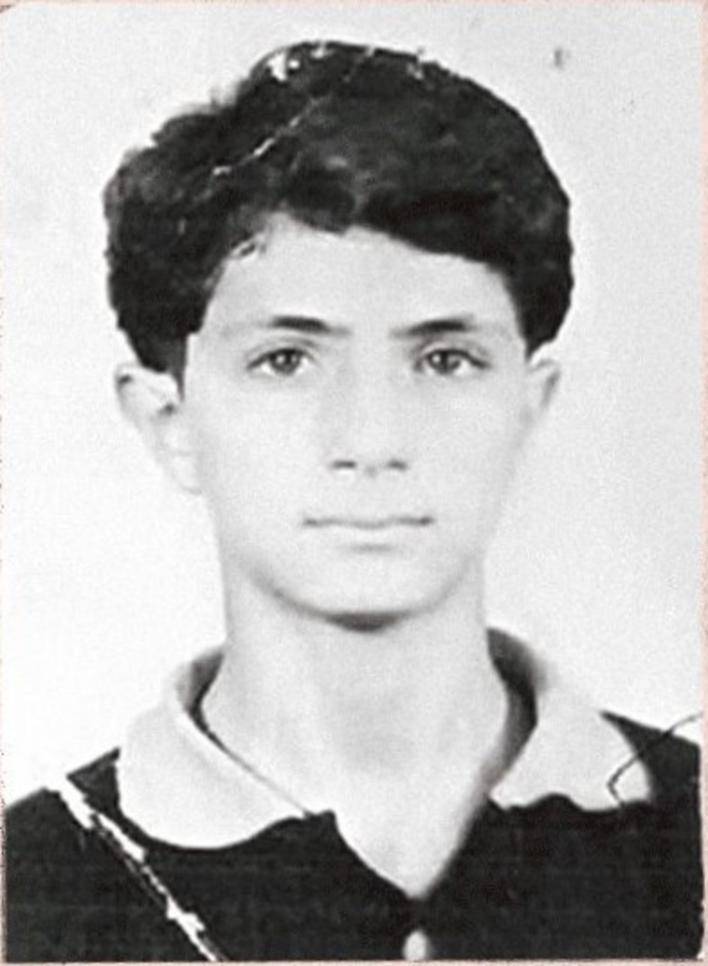
Ahmed al-Charaa en 1996.

Selon une interview donnée en 2021, Ahmed al-Charaa commence à se radicaliser en 2000, au moment de la seconde intifada : « J'avais 17 ou 18 ans à l’époque et j’ai commencé à réfléchir à la manière dont je pouvais remplir mes devoirs, en défendant un peuple opprimé par les occupants et les envahisseurs »,.
En 2003, le début de la guerre d'Irak le pousse à prendre les armes,,. Il quitte l'université de Damas et se rend à Bagdad en bus, peu de temps avant l'arrivée des troupes américaines. Il rallie alors un groupe islamiste actif à Mossoul, Saraya al-Mujahideen, qui fait ensuite allégeance à Al-Qaïda en Irak, dirigé par Abou Moussab Al-Zarqaoui.
Selon les déclarations à l'Associated Press de hauts responsables des renseignements militaires irakiens, Al-Charaa aurait quitté l'Irak à la suite de la mort d'Al-Zarqaoui, lors d'une frappe aérienne américaine en 2006 et se serait installé brièvement au Liban, dans le but d'offrir un soutien logistique au groupe Jound al-Cham, qui suit aussi l'idéologie d'Al-Qaïda. Pour le journaliste Wassim Nasr, ce fait n'est cependant pas avéré.
En 2005, il est arrêté à Mossoul par les forces militaires américaines,, qui l'incarcèrent à Abou Ghraib, puis à Camp Bucca, au sud de l'Irak,. Dans ce camp, où les forces militaires américaines retiennent des dizaines de milliers de prisonniers, il enseigne l'arabe classique aux prisonniers et rencontre plusieurs chefs djihadistes, dont Abou Bakr al-Baghdadi,.
En 2009, Ahmed al-Charaa est libéré et rejoint les rangs de l'État islamique d'Irak (EII), dirigé par Abou Omar al-Baghdadi, puis par Abou Bakr al-Baghdadi, qui le nomme à la tête des opérations de l'EII dans la province du Ninive,,. Al-Charaa prend à ce moment le surnom d'« Abou Mohammed al-Joulani », en référence au Golan, la région d’origine de son père et dont al-Joulani est le gentilé.

### Fondation du Front al-Nosra en Syrie
En août 2011, quelque temps après le début des manifestations contre le régime de Bachar el-Assad, Abou Mohammed al-Joulani regagne la Syrie avec un petit groupe de six djihadistes irakiens et syriens,,. Il forme le Front al-Nosra et en prend la direction, dont il annonce officiellement la fondation le 23 janvier 2012 dans le but revendiqué de « restaurer l'autorité de Dieu sur Terre »,,,,.
Le 16 mai 2013, al-Joulani est désigné comme « terroriste mondial » par les États-Unis. La même année, il est placé sous sanctions par l'ONU et par la Suisse.

### Rupture avec l'État islamique d'Irak
Le 9 avril 2013, Abou Bakr al-Baghdadi, chef de l'État islamique d'Irak (ÉiI), révèle le parrainage du Front al-Nosra par son organisation — caché jusqu'ici pour des raisons stratégiques et de sécurité (selon lui) — et le choix d'Abou Mohammed al-Joulani pour le diriger,. Il annonce alors la fusion de l'État islamique d'Irak avec le Front al-Nosra et la formation de l'État islamique en Irak et au Levant(ÉiIL). Mais al-Joulani ne répond pas favorablement à l'appel d'al-Baghdadi : il reconnaît avoir combattu sous ses ordres en Irak, puis d'avoir bénéficié de son aide en Syrie, mais affirme ne pas avoir été consulté à propos de la fusion,. Dix ans plus tard, al-Joulani expliquera sa rupture avec al-Baghdadi par son refus de s'en prendre à d'autres « commandants rebelles syriens » comme celui-ci lui aurait demandé. Le 10 avril 2013, al-Joulani prête allégeance non pas à al-Baghdadi, mais à Ayman al-Zawahiri, l'émir d'Al-Qaïda,,. Ce dernier prend le parti d'al-Joulani : il déclare dans une lettre relayée le 9 juin par Al Jazeera que la formation de l'ÉiIL est invalidée et que le Front al-Nosra demeure une branche indépendante d'Al-Qaïda ; il appelle les deux groupes à coopérer et nomme un religieux, Abou Khaled al-Souri, membre des Ahrar al-Cham, comme médiateur,. Ces déclarations sont confirmées par un document audio diffusé le 8 novembre 2013 : al-Zawahiri y réaffirme la dissolution de l'État islamique en Irak et au Levant, l'État islamique en Irak restant opérationnel en Irak et le Front al-Nosra restant opérationnel en Syrie. Ayman al-Zawahiri reconnaît le Front al-Nosra comme la seule branche d'Al-Qaïda en Syrie,. Mais Abou Bakr al-Baghdadi passe outre : il envoie des hommes en Syrie, tandis qu'une partie des membres du Front al-Nosra font défection et lui prêtent allégeance.
Selon l'Observatoire syrien des droits de l'homme (OSDH), al-Joulani aurait été blessé au pied en mai 2013, lors d'un bombardement de l'armée syrienne au sud de la province de Damas. L'information est cependant démentie par le Front al-Nosra.
En décembre 2013, al-Joulani est interviewé, visage caché, par Tayseer Allouni, un journaliste de la chaîne qatarie Al Jazeera. Dans cet entretien, il déclare notamment : « Lorsque nous arriverons au stade de la libération du Levant, par exemple, lorsque Damas tombera [...] les ouléma des gens du Levant se rencontreront [...] des Conseils de la Choura seront tenus, des conseils des Ahl al-hal wa al-'aqd (ar) seront tenus, puis un plan approprié sera mis au point pour administrer ce pays, bien sûr, en conformité avec la loi islamique ».
Le 2 janvier 2014, un conflit général éclate entre les rebelles syriens et l'État islamique en Irak et au Levant. Abou Mohammed al-Joulani appelle à un cessez-le-feu le 7 janvier. Mais à Raqqa, contrairement aux autres régions, le Front al-Nosra entre en guerre contre l'ÉiIL et combat dès le 6 janvier aux côtés des rebelles. Le week-end du 11 et 12 janvier, l'ÉiIL exécute près d'une centaine de prisonniers du Front al-Nosra et du Front islamique, dont Abou Saad al-Hadrami, l'émir du Front al-Nosra à Raqqa, retenu captif depuis le 24 septembre 2013,,. Abou Khaled al-Souri, le médiateur nommé par Ayman al-Zawahiri, est tué dans un attentat-suicide le 23 février 2014 à Alep. L'État islamique et le Front al-Nosra entrent alors en conflit.
Le 4 avril 2014, Ayman al-Zawahiri appelle à un « arbitrage indépendant en vertu de la loi islamique » afin de mettre fin aux combats qui opposent en Syrie l'État islamique en Irak au Levant et le Front al-Nosra. Le 2 mai, il donne l'ordre au Front al-Nosra de « cesser immédiatement tout combat » contre l'ÉiIL et de « se consacrer au combat contre les ennemis de l'islam parmi les baasistes, les nousairites et leurs alliés parmi les râfidhites » et appelle également Abou Bakr al-Baghdadi à se concentrer sur l'Irak,. Ces instructions ne sont pas suivies. Le 12 mai, Abou Mohammed al-Adnani, chef de l'ÉiIL en Syrie, qualifie les messages d'Ayman al-Zawahiri de « déraisonnables, irréalistes et illégitimes ». Il déclare à ce dernier, dans un enregistrement : « Vous avez provoqué la tristesse des moudjahidins et l'exultation de leur ennemi en soutenant le traître (Abou Mohammad al-Joulani, chef d'al-Nosra). Le cheikh Oussama (c'est-à-dire « Oussama ben Laden », ancien chef d'Al-Qaïda) avait rassemblé tous les moudjahidins avec une seule parole, mais vous les avez divisés et déchirés. […] Vous êtes à l'origine de la querelle, vous devez y mettre fin. »
En mai 2015, al-Joulani est interviewé, visage caché, par Ahmed Mansour, un journaliste de la chaîne qatarie Al Jazeera. Il décrit la conférence de paix de Genève comme une farce et affirme que la Coalition nationale syrienne soutenue par l'Occident ne représente en aucun cas le peuple syrien et n'a aucune présence en Syrie. Al-Joulani mentionne qu'al-Nosra n'a pas l'intention de lancer des attaques contre l'Occident depuis la Syrie et que leur priorité est focalisée sur le régime syrien, le Hezbollah et l'État islamique de l'Irak et du Levant. Al-Joulani déclare que « le Front al-Nosra n'a aucun plan ni directive pour cibler l'Occident. Nous avons reçu des ordres clairs d'Ayman al-Zawahiri pour ne pas utiliser la Syrie comme une rampe de lancement pour attaquer les États-Unis ou l'Europe afin de ne pas saboter notre véritable mission qui est de combattre le régime. Peut-être que Al-Qaïda fait cela mais il ne le fera pas depuis la Syrie »,.
Questionné sur les ambitions d'al-Nosra après la guerre civile, al-Joulani répond qu'après la guerre, toutes les factions rebelles seront consultées pour établir un État islamique. Il mentionne aussi qu'al-Nosra ne ciblera pas la minorité alaouite du pays, en dépit de leur soutien au régime d'al-Assad. Il déclare alors que « notre guerre n'est pas une question de vengeance contre les alaouites malgré le fait que dans l'islam, ils sont considérés comme hérétiques. ». Al-Joulani ajoute également que les alaouites resteront isolés tant qu'ils n'abandonneront pas les éléments de leur foi qui, selon lui, contredisent l'Islam.
En décembre 2015, al-Joulani est interviewé, visage flouté, par quatre journalistes, dont Hadi al Abdullah et Moussa al-Omar (en),,. À une question de Moussa al-Omar, qui lui demande s'il est « prêt » à « changer » son « discours politique ou djihadiste », il répond : « Nous appelons à combattre jusqu'à ce que nous appliquions la loi d'Allah sur terre. Cela ne changera pas et ne changera pas tant que nous vivrons, il s'agit d'une des constantes. Quant aux questions tactiques et aux questions relatives au combat et à d'autres choses, elles sont sujettes au changement en fonction de l'ijtihad, en fonction de la réalité, de l'époque dans laquelle nous vivons et en fonction de l'affaire à laquelle nous sommes confrontés ».

### Formation du Front Fatah al-Cham puis création de Hayat Tahrir al-Cham
Le 28 juillet 2016, le Front al-Nosra annonce qu'il rompt avec Al-Qaïda et qu'il prend le nom de « Front Fatah al-Cham ». Cette rupture se fait avec l'accord du chef d'Al-Qaïda, Ayman al-Zawahiri. Abou Mohammed al-Joulani apparaît pour la première fois à visage découvert dans un enregistrement diffusé par la chaîne Al Jazeera, il y affirme que la décision « d'arrêter d'opérer sous le nom de Front al-Nosra et de recréer un nouveau groupe » s'est faite pour « protéger la révolution syrienne » et pour « faire ôter les prétextes avancés par la communauté internationale » pour viser le groupe classé « terroriste » par les États-Unis. Avec cette séparation, le Front al-Nosra veut se rapprocher des autres groupes de la rébellion et se présenter comme un mouvement strictement syrien. Abou Mohammed al-Joulani espère également réaliser une fusion de son mouvement avec le puissant groupe Ahrar al-Cham, qui refuse de se lier avec Al-Qaïda,.
Le 28 janvier 2017, le Front Fatah al-Cham fusionne avec d'autres groupes pour former Hayat Tahrir al-Cham. Le groupe est dirigé par Abou Jaber, même si al-Joulani en conserve le commandement militaire.

Affiche américaine de 2017 promettant 10 millions de dollars pour la capture d'Ahmed al-Charaa.

Le 10 mai 2017, le département d'État américain propose « jusqu'à 10 millions de dollars » pour toute « information » permettant la capture d'Abou Mohammed al-Joulani. Le 17 décembre 2024, le porte-parole du département d'État américain (en), Matthew Miller (en), déclare que « la récompense [...] est toujours en vigueur ». Le 20 décembre 2024, après la visite d'une délégation diplomatique américaine en Syrie, la prime de dix millions de dollars en échange de la capture d'Ahmed Hussein al-Charaa est annulée.
Le 1er octobre 2017, Abou Mohammed al-Joulani est nommé commandant en chef de Hayat Tahrir al-Cham à la suite de la démission d'Abou Jaber,.
Le 4 octobre, l'armée russe affirme avoir blessé al-Joulani, tué douze commandants de Hayat Tahrir al-Cham et blessé une cinquantaine d'autres. Le ministère russe de la Défense déclare dans un communiqué : « À la suite de cette frappe, (...) Mohammad al-Joulani a subi des blessures graves et multiples, a perdu un bras et se trouve dans un état critique, selon plusieurs sources indépendantes ». Cette annonce est cependant démentie par le groupe Hayat Tahrir al-Cham et est également qualifiée de « totalement fausse » par l'Observatoire syrien des droits de l'homme.
En janvier 2018, lors de l'offensive de la poche d'Idlib, Abou Mohammed al-Joulani appelle, dans un document audio, les rebelles à « resserrer les rangs » contre le régime et déclare : « Nous sommes prêts à nous réconcilier avec tout le monde et à tourner une nouvelle page à travers une réconciliation globale. Occupons-nous de nos ennemis plus que de nous-mêmes et de nos désaccords ».

### Gouvernance de la province d'Idlib
Dans le gouvernorat d'Idlib, Hayat Tahrir al-Cham établit une administration civile : le Gouvernement de salut syrien. Celle-ci perçoit l’impôt auprès des commerçants et prélève des droits de douanes à Bab Al-Hawala, le point de passage avec la Turquie. Pragmatique, dans un gouvernorat qui n’a jamais adhéré au sunnisme radical, et en recherche de soutiens étrangers, Mohamed Al-Joulani renonce à faire appliquer la charia de façon rigoriste et se montre tolérant envers les femmes et les minorités religieuses. Parallèlement, il tente d'étendre son influence sur le nord de la Syrie et lance des offensives sur les villes d'Afrine, Azaz, Al-Bab et Jarablous pour affaiblir les factions rebelles fidèles à la Turquie regroupées au sein de l’Armée nationale syrienne.
Pendant cette période, Abou Mohammed al-Joulani s'éloigne du djihadisme international pour se concentrer sur le conflit en Syrie,. Le journaliste Wassim Nasr, qui le rencontre en 2023, écrit : « Abou Mohamed al-Joulani renie complètement le jihad global. Il estime, comme d'autres au sein de ce groupe, que c'était une erreur et que beaucoup d'hommes sont morts à cause de ça et que c'était un projet qui ne pouvait pas, en tout cas, réussir et qui était insensé ».

### Chute du régime de Bachar el-Assad et prise de pouvoir

Mazloum Abdi et Ahmed al-Charaa à Damas, le 10 mars 2025.

En 2024, alors que ses troupes ont rencontré des victoires et ont notamment capturé Alep et Hama, Joulani assure que les minorités ethniques ou religieuses, notamment chrétiennes, seront respectées et explique que les militaires quitteront bientôt les zones civiles au profit d'un organe de transition. Pour Fabrice Balanche, il donne des gages aux occidentaux et soigne son image. Pour Jerome Drevon du Crisis Group, il cherche à se mettre en avant comme une alternative politique à Bachar el-Assad.
Hayat Tahrir al-Cham est le principal groupe rebelle participant à l'offensive début décembre 2024, qui mène à la prise de Damas, la capitale syrienne. Le 8 décembre, il entre à Damas et se rend à la grande mosquée des Omeyyades, où il prononce une allocution, célébrant « une victoire pour la nation islamique, pour les prisonniers, les torturés et ceux qui ont souffert de l'injustice ».
Devenu chef de la nouvelle administration syrienne, il s'installe au palais présidentiel de Damas. Dans les semaines qui suivent la chute du régime, Ahmed al-Charaa reçoit plusieurs délégations diplomatiques étrangères arabes et occidentales.
Selon Abdul Hafiz Sharaf, membre de l'alliance syro-américaine pour la paix et la prospérité, Ahmed al-Charaa déclare le 27 janvier 2025 devant une délégation de femmes syro-américaines (en) : « Je crois avec certitude que porter le hijab ou même le niqab ou ne pas porter le hijab [...] est une liberté individuelle pour chaque être humain ».

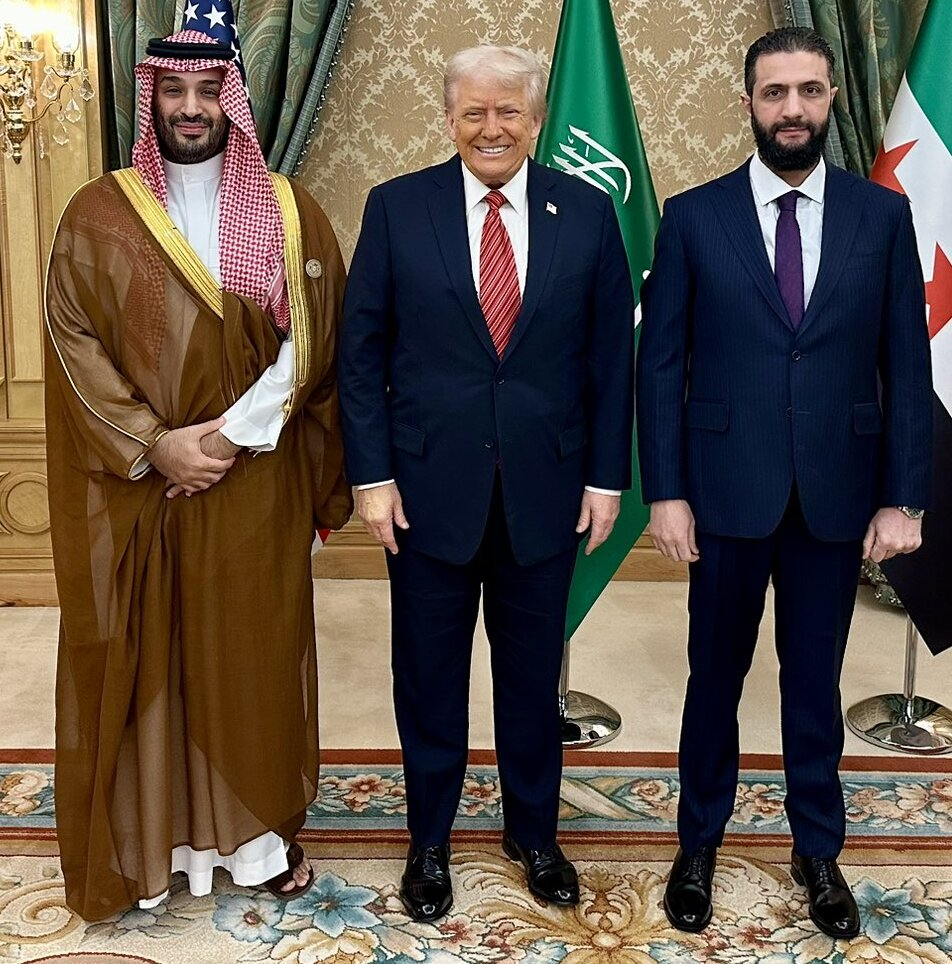
Le prince hétitier saoudien Mohammed ben Salmane, le président américain Donald Trump et Ahmed al-Charaa à Riyad, le 14 mai 2025.

Le 29 janvier 2025, Ahmed al-Charaa est nommé président par intérim de la Syrie,. Les nouvelles autorités annoncent également la dissolution de l'ancien Parlement et le gel de la Constitution syrienne de 2012. Concernant l'instauration de la charia comme système juridique, il déclare le 31 janvier 2025 : « C'est aux experts de décider. S'ils l'approuvent, mon rôle est de l'appliquer ; et s'ils ne l'approuvent pas, mon rôle est d'appliquer leur décision également »,.
Le 10 mars 2025, Ahmed al-Charaa signe un accord avec Mazloum Abdi à Damas prévoyant l'intégration au sein de État syrien des institutions civiles et militaires de l'Administration autonome du Nord et de l'Est de la Syrie, contrôlée par les Forces démocratiques syriennes.
Le 7 mai, Ahmed al-Charaa se rend en France, où il est reçu par le président Emmanuel Macron pour sa première visite en Europe. Le 13 mai, le président américain Donald Trump annonce la levée de sanctions contre la Syrie. Le lendemain, il rencontre Ahmed al-Charaa à Riyad, en compagnie du prince héritier saoudien Mohammed ben Salmane,. Le 20 mai, l'Union européenne annonce à son tour la levée de toutes les sanctions économiques contre la Syrie.

## Vie personnelle
Il est marié à Latifa al-Daroubi, née en 1984, diplômée d'une maîtrise en langue et littérature arabes. Elle est issue d'une famille influente de la région de Homs. Le couple a trois enfants.